# 阿宗伊什
阿宗伊什是葡萄牙布拉加区的一个堂区。总面积1.29平方公里，总人口343人，人口密度265.9人/平方公里。